# Paul Young
Pour les articles homonymes, voir Paul Young (homonymie) et Young.
Paul Young, né le 17 janvier 1956 à Luton (Bedfordshire, Angleterre), est un chanteur de pop et auteur-compositeur-interprète britannique.

## Biographie

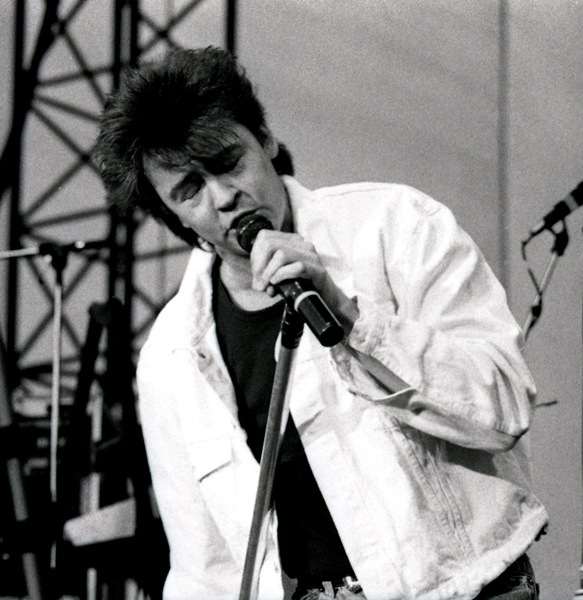
Paul Young à Budapest en 1987.

Impressionné par les grandes voix de la soul américaine dès son plus jeune âge, Paul Young apprend la basse et le piano à l'école puis il fait ses gammes dans les groupes Kat Cool et The Cool Kats (dans lequel il est bassiste uniquement), Streetband et Q-Tips qui tournent dans tout le Royaume-Uni.
En 1983, il enregistre les tubes Come back and stay et Love of the common people, extraits de l'album No Parlez qui est disque de platine dans plusieurs pays. Mais il connaît son plus grand succès en 1985 avec son interprétation de Everytime You Go Away de Daryl Hall (sur l'album The secret of association). En 1991, il sort un duo avec Zucchero Senza Una Donna, qui est un tube. Deux ans plus tard, il enregistre un dernier grand succès Now I Know What Made Otis Blue.
Ensuite il connaît une activité plus sporadique, préférant se replier sur sa famille, sans abandonner la musique toutefois. Passionné de cuisine, il participe en 2006 à l'émission Celebrity Masterchef et Hell's kitchen. En 1993, il reforme les Q-Tips pour quelques concerts et fonde un groupe composé d'amis Los Pacaminos avec lesquels il sortira un CD de quatre titres en 1999. Il continue de faire des tournées que ce soit en 1995 où il participe à divers festivals en Europe ou en 1999 où il se produit dans de petites salles au Royaume-Uni. Los Pacaminos est un groupe de musique "Tex-mex" qui se produit fréquemment dans des petites salles du Royaume-Uni (ambiance festive et très conviviale). Ils ont sorti un CD live disponible uniquement lors des concerts. Un album, Rock swings, une compilation, de titres voit le jour en 2006 mais n'est disponible qu'en Allemagne, Suisse, etc.

## Discographie

### Albums studio
- 1983 : No Parlez
- 1985 : The Secret of Association
- 1987 : Between Two Fires
- 1990 : Other Voices
- 1993 : The Crossing
- 1994 : Reflections (album de reprises)
- 1997 : Paul Young
- 2006 : Rock Swings (On the Wild Side of Swing) (Album de reprises)
- 2016 : Good Thing
- 2023 : Behind the Lens

### Compilations sélectives
- 1991 : From Time To Time: The Singles Collection
- 1996 : Love Songs
- 1998 : Super Hits
- 2003 : The Essential
- 2008 : Wherever I Lay My Hat: The Best of Paul Young
- 2015 : Tomb of Memories: The CBS Years 1982-1994
- 2019 : The CBS Singles Collection 1982-1994 (Coffret : 19 CD singles + 1 DVD 18 vidéos promotionnelles)